# Dasyrhamphis ater
Dasyrhamphis ater är en tvåvingeart som först beskrevs av Rossi 1790.  Dasyrhamphis ater ingår i släktet Dasyrhamphis och familjen bromsar. Inga underarter finns listade i Catalogue of Life.